# Consejo de las Frisias
El Consejo de las Frisias (en frisón occidental: Fryske Rie; en frisón septentrional: Frasche Rädj; en frisón de Saterland: Fräiske Räid; en bajo alemán: Freeske Raad; en alemán: Friesenrat; en neerlandés: Friese Raad), a veces traducido como Consejo Frisón  o Consejo Interfrisón (su nombre original, actualmente en desuso), es una organización interestatal que representa los intereses comunes de las entidades geopolíticas que actualmente integran la región histórica de Frisia, al sureste del mar del Norte. Fundado en 1956, según su propia definición, sus objetivos son conservar y divulgar los aspectos históricos, culturales y lingüísticos de todos los frisones, actualmente divididos entre los Países Bajos y Alemania. 
El Consejo Frisón tiene un estatus oficial en ambos países. En Alemania, es el representante de la minoría frisona y conforma el Órgano Frisón de Schleswig-Holstein; mientras que en los Países Bajos ejerce como una entidad estatutaria de las provincias del norte (Landsdeel Noord-Nederland), a la vez que representa la sección neerlandesa de la Oficina Europea de Lenguas Minoritarias. En temas de carácter lingüístico, colabora con las entidades reguladoras de las lenguas frisonas (la Academia Frisona en los Países Bajos y el Instituto Norfrisón en Alemania). 

## Organización

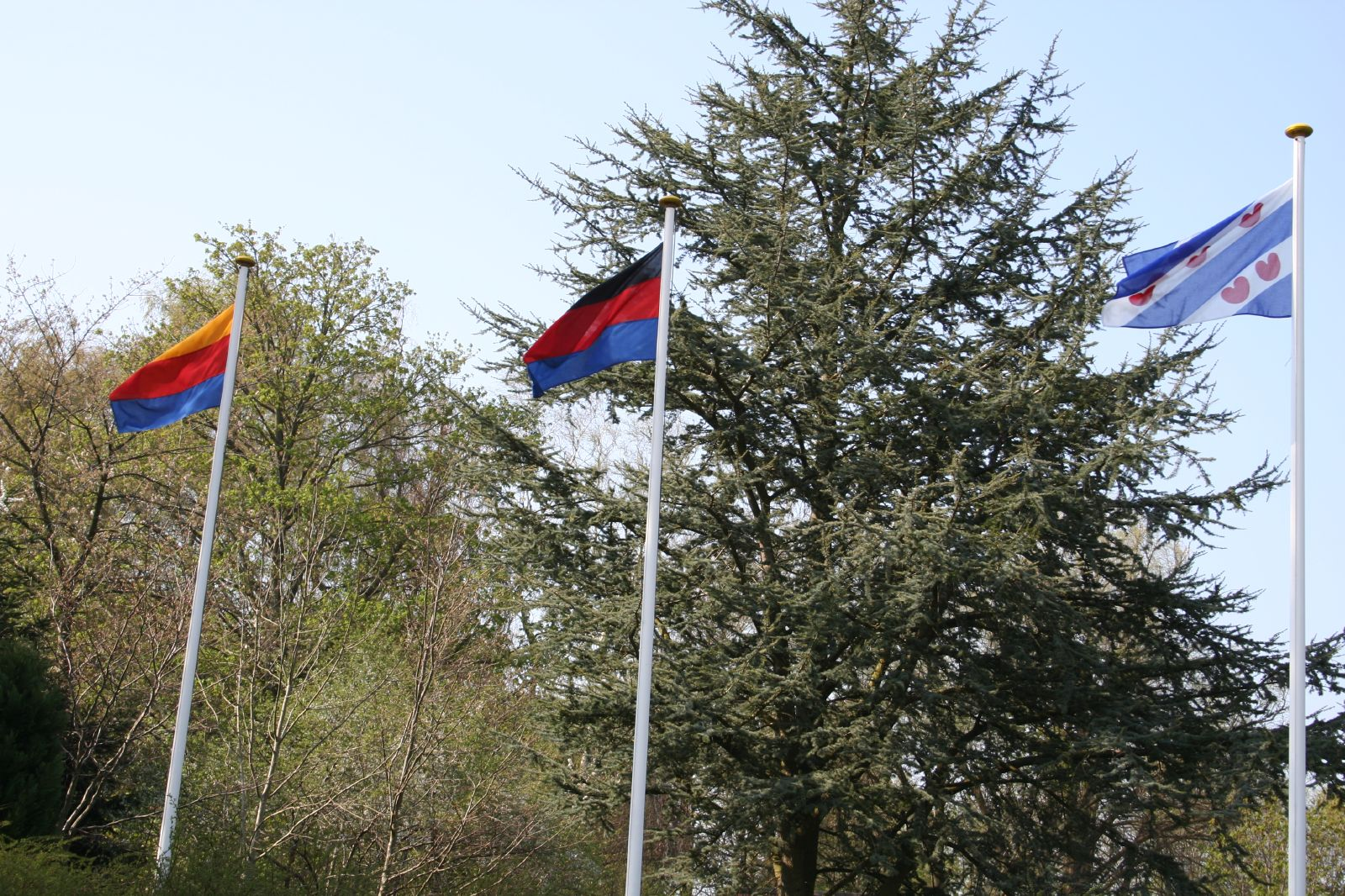
Las banderas de las tres entidades territoriales frisias representadas en el Consejo Frisón ondeando en el Congreso Frisón de Leck, Alemania, 2006.

La división interna del Consejo se centra en tres regiones culturales, representadas por las correspondientes «secciones regionales»:
- Frisia occidental, actualmente conformada por la provincia de Frisia al noroeste de los Países Bajos, y la región aledaña de la Frisia Occidental en la provincia de Holanda Septentrional. La lengua frisona representada es el frisón occidental, también hablado por una minoría en la costa e islas de la provincia de Groninga.[6]
- Frisia septentrional, actualmente conformada por el distrito de Frisia Septentrional y la isla de Heligoland, al norte de Alemania. La lengua frisona representada es el frisón septentrional (en sus múltiples variedades, y una división interna entre frisón continental y frisón insular).
- Frisia oriental, actualmente región de Baja Sajonia, al noroeste de Alemania. La lengua frisona representada es el frisón de Saterland (remanente del frisón oriental). En el distrito de Frisia —la única entidad de la región que lleva este nombre— no se habla ningún dialecto frisón desde la década de 1950 (la última variedad se hablada en la isla de Wangerooge), aunque sí el bajo alemán frisio, que es un dialecto del bajo alemán desarrollado sobre el sustrato del frisón antiguo. Si bien, lingüísticamente, el frisón de Saterland es la única variedad viva de frisón en esta región.

Cada una de estas secciones tiene su propia sede y junta directiva. La presidencia del Consejo se alterna entre las secciones cada cuatro años, convirtiéndose la sede de la entidad regional en sede del Consejo Frisón durante su presidencia. A continuación los últimos tres períodos de la presidencia de Consejo (en orden cronológico):
|            | Frisia oriental  | Frisia occidental   | Frisia septenrional            |
| ---------- | ---------------- | ------------------- | ------------------------------ |
| Sede       | Aurich           | Leeuwarden          | Bredstedt                      |
| Período    | 2015-2018        | 2018-2021           | 2021-2024 (presidencia actual) |
| Presidente | Arno Ulrichs     | Roel Kaastra        | Ilse Johanna Christiansen      |
| Secretario | Wolfgang Meiners | Anton van der Ploeg | Frank Nickelsen                |

## Historia

### Trasfondo: grupo étnico
Las gentes oriundas de las tierras del sur y este del mar del Norte se conocen como frisones o frisios desde la Antigüedad, quienes para comienzos del siglo VII a. C. ya se habían establecido a orillas del mar de Frisia y sus islas, siglos antes de las migraciones germánicas hacia el centro y sur de Alemania. Algunas evidencias se conocen por hallazgos arqueológicos y textos antiguos, como el del historiador romano Tácito, quien los nombra frisii. Durante la Alta Edad Media, los frisones participaban en las migraciones hacia las islas británicas, junto a anglos, sajones y jutos. Es en esta época (de un par de siglos de duración) que la lengua frisona se consolidaría con grandes influencias anglosajonas sobre un sustrato germánico, resultando en un alto nivel de inteligibilidad mutua entre el frisón antiguo y el inglés antiguo, conformando el grupo de las lenguas anglofrisias. Por su parte, las tierras frisonas, durante y después del reino frisio, se verían cada vez más delimitadas por presión de sajones en el norte y el oeste, y francos en el sur y el este. Con los años, se produciría una fragmentación cada vez más pronunciada, con influencias geopolíticas, lingüísticas y culturales de los pueblos dominantes sobre las tierras frisonas, y, más tarde, la formación de entidades políticas fuertes que a la postre llegarían a ser los modernos Estados de Países Bajos y Alemania.
Lingüísticamente, se producía una temprana división clara del grupo anglofrisio entre el inglés y el frisón; si bien, hasta la actualidad, a pesar de las transformaciones que se han dado con los siglos y el distanciamiento entre ambas lenguas —sobre todo el inglés, que se alejaba de otras lenguas germánicas bajo fuerte influencia normanda—, este sigue considerándose el pariente más cercano de las lenguas frisonas (aunque naturalmente no son mutuamente inteligibles). Tampoco son mutuamente inteligibles las propias hablas frisonas de la actualidad, que algunos lingüistas consideran un grupo de lenguas y no dialectos de un solo idioma. En el siglo XVII, el cronista Peter Sax escribió que todos los frisones hablaban una lengua común, con lo que se da a entender que la gran división de las lenguas frisonas tuvo lugar en un período algo más tardío (si bien a la luz del gran distanciamiento, no mucho más). De hecho, la fragmentación ha sido tal, que dentro de las propias lenguas del grupo, sobre todo en el caso del frisón septentrional, se han creado variedades que dificultan la comprensión entre sus hablantes (a veces con diferencias significativas); mientras que otro grupo, el frisón oriental, ha perdido todos sus subdialectos salvo uno, en sí también dividido en variedades lingüísticas (a pesar del muy limitado número de hablantes que tiene en la actualidad). La fragmentación no solo se dio en lo lingüístico: los frisones se han considerado parte de los pueblos y entidades geopolíticas de las que forman parte, y con las que han compartido siglos de historia apartados de sus coétnicos del otro lado del Dollard. Esta asimilación también se ha presentado en Alemania en forma de adopción del bajo alemán como lengua regional a expensas del frisón.

### Consejo Frisón
A pesar de la fragmentación, la conciencia de una identidad común, una lengua cohesiva y unas costumbres culturales compartidas llevaron a partir del siglo XIX a un aumento de los contactos e intercambios entre frisones neerlandeses y los de Alemania del norte. Para entonces ya existía en Leeuwarden, Países Bajos (sede actual de la sección neerlandesa del Consejo), una institución llamada la Sociedad Frisona, que hacia finales del siglo admitió a miembros de las regiones frisias alemanas. En 1925, se celebró en Jever el primer Congreso Frisón (aunque no se llamaría así hasta más tarde), organizado por el historiador alemán de origen frisio Peter Zylmann. En los años siguientes, se llevaron a cabo esfuerzos por formalizar lo que en 1928 llegaría a conocerse como el Consejo Frisón, establecido de facto en 1930 (aunque sin estatus oficial) en la ciudad alemana de Husum.
Durante la Segunda Guerra Mundial, el Consejo Frisón mantuvo una relación ambivalente con el régimen nazi, declarándose «organización apolítica». En pleno período de nacionalismos marcados, esta declaración de intenciones no fue bien recibida ni por las autoridades alemanas ni por las neerlandesas. Los nazis lo consideraban una «influencia de la Internacional», siendo prohibida la celebración de congresos por el Consejo por considerarse «congresos internacionales a la manera del judaísmo». Sin bien, después de la ocupación de los Países Bajos en 1940, los alemanes ganaron acceso a la totalidad de territorios frisones, con lo que buscaron utilizar los vínculos entre frisones y su cultura común (subrayando sus raíces germánicas) para atraerlos a la ideología folclórica nazi. Sin embargo, no se apreciaba una participación especialmente elevada de los frisones alemanes en organizaciones nacionalsocialistas (su movilización era similar a la del resto de la sociedad); de igual manera, la proporción de colaboradores entre los frisones occidentales (si bien algunos se dejaron instrumentalizar por la propaganda nazi) resultó no superar la media del resto de las regiones del norte neerlandés. Al fin y al cabo, siendo súbditos de países enemigos —uno conquistador y el otro conquistado—, las tensiones entre los territorios frisones durante la guerra estaban al máximo, por lo que la operabilidad del Consejo Frisón era prácticamente nula.

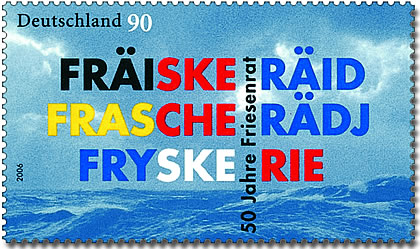
Sello postal emitido en 1996 por la Deutsche Post (correo de Alemania) con motivo del 50.º aniversario del Consejo Frisón.

Después de la guerra, se reanudaron los intentos de reconciliación interfrisona. En 1952 se volvió a celebrar el Congreso Frisón, esta vez con un mandato para establecer una entidad con estatus oficial. En 1955 se aprobó el Manifiesto frisón, vinculando el movimiento con el paneuropeísmo en el marco de la unificación europea de le época. La ceremonia tuvo lugar en Aurich, Baja Sajonia, en el mismo Upstalsboom (sitio simbólico de la Libertad frisia en la Baja Edad Media). En 1956, se fundó por primera vez de forma oficial el Consejo Frisón en la ciudad bajasajona de Leer, aunque en un principio se trataba de una entidad con funciones limitadas, que aún no integraba las entidades representativas de cada región; la última de estas (la neerlandesa Fryske Rie) se incorporaría al Consejo solo en 1981. Ya que cada una de estas entidades había operado bajo el nombre ‘Consejo Frisón’ (en sus respectivas lenguas), en 1999, más de cuatro décadas tras su fundación, la entidad común se consolidó bajo el nombre Consejo Interfrisón (en alemán: Interfriesische Rat; en neerlandés: Interfriese Raad); si bien, con el tiempo pasó a llamarse sencillamente Consejo Frisón en todas sus lenguas oficiales.
En 1998, el Consejo Frisón obtuvo la potestad de las tres Frisias para actuar en su nombre ante los distintos organismos nacionales e internacionales. En 2006, en el marco de la celebración de sus cinco décadas de existencia como organismo oficial, se adoptó la nueva Declaración Interfrisona, vigente hasta la actualidad. El 9 de febrero de ese año, la República Federal de Alemania emitió un sello postal especial con motivo del 50.º aniversario de la fundación del Consejo.